# We Like It Loud Tour
A We Like It Loud Tour a Scooter 2004-es turnésorozata volt. Az addigiaktól eltérően ez nem nevezhető egyetlen albumot népszerűsítő rendezvénynek sem, mivel az együttes fennállásának 10. évfordulóját ünnepelte, s ezért a teljes korszakából válogatott dalokat, amelyeket eljátszottak.
A huszonnyolc helyszín túlnyomó többsége német nyelvterületre esett, Hamburgban, a Scooter "szülővárosában" kétszer is tartottak egymás után koncertet, melyről lemezfelvétel is készült, amit a Mind The Gap Deluxe-verziójához csomagoltak.

## Számok listája
1. Intro (módosított Ignition)
2. Maria (I Like It Loud)
3. Weekend!
4. Friends
5. Waiting For Spring (felújított változat)
6. Let Me Be Your Valentine
7. Faster Harder Scooter
8. Break It Up
9. Frequent Traveller
10. How Much Is the Fish?
11. Nessaja
12. Jigga Jigga!
13. Hyper Hyper (felújított változat)

## Helyszínek
- Morbach, Németország (2004. január 17.)
- Augsburg (2004. január 19.)
- München (2004. január 20.)
- Nürnberg (2004. január 21.)
- Durlach (2004. január 23.)
- Bad Blankenburg (2004. január 24.)
- Hannover (2004. január 26.)
- Cottbus (2004. január 27.)
- Berlin (2004. január 28.)
- Lipcse (2004. január 30.)
- Magdeburg (2004. január 31.)
- Wolfsburg (2004. február 3.)
- Bielefeld (2004. február 4.)
- Mannheim (2004. február 6.)
- Mainz (2004. február 7.)
- Frankfurt (2004. február 9.)
- Köln (2004. február 10.)
- Düsseldorf (2004. február 11.)
- Stuttgart (2004. február 12.)
- Memmingen (2004. február 14.)
- Zürich, Svájc (2004. február 15.)
- Graz, Ausztria (2004. február 17.)
- Dortmund (2004. február 20.)
- Bréma (2004. február 21.)
- Drezda (2004. február 22.)
- Hamburg (2004. február 23-24.)
- St. Pölten, Ausztria (2004. július 10.)